# Phare du cap Baba
Le Phare du cap Baba (en turc : Babakale Feneri)  est un feu côtier situé au cap Baba, à la pointe extrême ouest de l'Anatolie, dans la province de Çanakkale, en Turquie.
Il est exploité et entretenu par l'Autorité de sécurité côtière (en turc : Kıyı Emniyeti Genel Müdürlüğü) du ministère des Transports et des Communications.

## Histoire
Le phare du cap Baba marque le côté nord de l'entrée du détroit entre la Turquie et l'île grecque de Lesbos. Il est situé au sommet de l'ancienne forteresse construite par le sultan Ahmed II pour se défendre des pirates.

## Description
Le phare est une tour pyramidale à claire-voie blanche, de 10 m de haut, avec une galerie et une lanterne, attachée à une maison de gardien d'un étage.
Son feu à éclats émet, à une hauteur focale de 32 m, quatre brefs éclats blancs de 0,5 seconde, espacés de 2 secondes, par période de 20 secondes. Sa portée est de 18 milles nautiques (environ 33 km).
Identifiant : Amirauté : N4588 - NGA : 16996.

## Caractéristique dufeu maritime
Fréquence : 20 secondes (W)
- Lumière : 0,5 seconde (3 fois)
- Obscurité : 2 secondes (3 fois)
- Lumière : 0.5 seconde
- Obscurité : 12 secondes

### Lien connexe
- Liste des phares de Turquie